# Gerónimo Lozano Apolo
Gerónimo Manuel Lozano Apolo (Badajoz, 1933 - Gijón, 27 de marzo de 2022) fue un ingeniero, arquitecto técnico y catedrático de Ingeniería de la Construcción español.

## Biografía
Gerónimo Manuel nació en el año 1933, en Badajoz; pero pronto se mudó a Asturias, donde estudió Ingeniería. 
El 28 de diciembre de 1989 obtuvo la cátedra de Ingeniería de la Construcción  en la Escuela Politécnica de Ingeniería de Gijón.
Falleció el 27 de marzo de 2022.